# Leeuwenpoort (Jeruzalem)

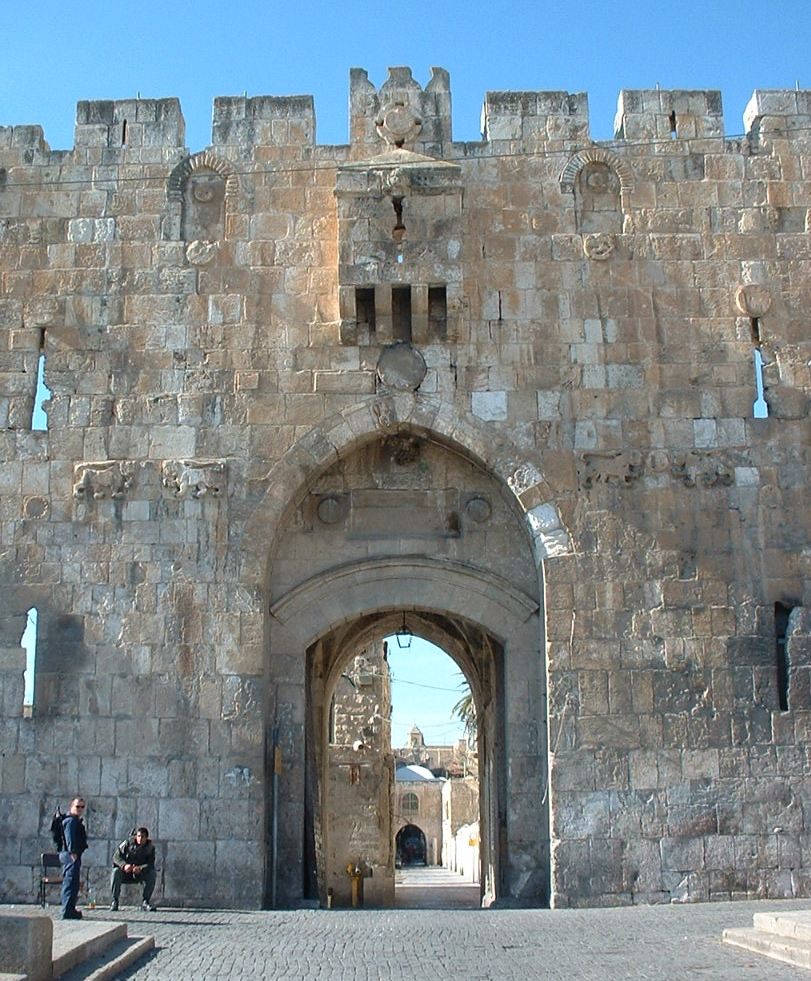
Leeuwenpoort

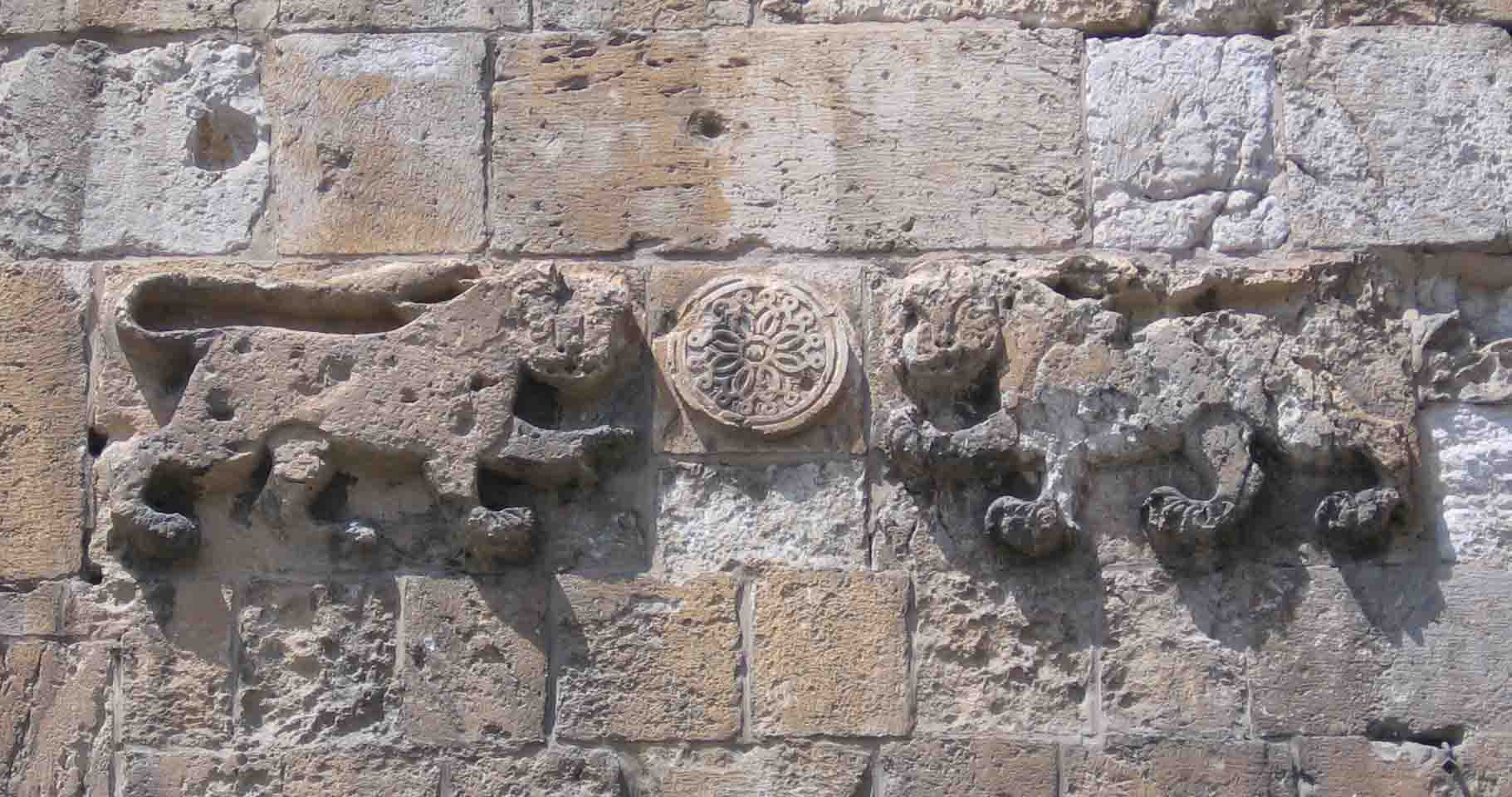
Een detail van reliëf van de Leeuwenpoort (geen leeuwen, maar luipaarden)

De Leeuwenpoort (Hebreeuws: שער האריות Sha'ar Ha'Arayot, Arabisch: باب الأسباط), ook St. Stefanspoort of Schapenpoort, is een van de zeven open poorten in de muren rondom de Oude Stad van Jeruzalem.
De Leeuwenpoort bevindt zich in de oostelijke muur en markeert het begin van de Via Dolorosa, de traditionele christelijke opvatting van de laatste gang van Jezus uit de gevangenis naar zijn kruisiging. In de buurt van de boog van de poort zijn links en rechts twee afbeeldingen van luipaarden, vaak verward met leeuwen. Ze werden er door sultan Suleiman de Grote geplaatst om de Ottomaanse nederlaag van de mammelukken in 1517 te gedenken. De legende wil dat Suleimans voorganger Selim I droomde van leeuwen die hem gingen opeten, vanwege zijn plannen om de stad met de grond gelijk te maken. Hij werd gespaard na de belofte om de stad te beschermen door het bouwen van een muur om de stad. Dit leidde ertoe dat de leeuw het heraldieke symbool werd van Jeruzalem. Jeruzalem was echter al sinds Bijbelse tijden de hoofdstad van het koninkrijk Juda, waarvan de leeuw het symbool was (Genesis 49:9).
Een andere versie luidt dat Suleiman de inwoners van Jeruzalem belastte met zware belastingen die zij niet konden betalen. Die nacht had Suleiman een droom over twee leeuwen die hem verslonden. Toen hij wakker werd vroeg hij zijn droomuitleggers wat zijn droom betekende. Een wijze man kwam naar voren en vroeg Suleiman waaraan hij dacht voor hij in slaap viel. Suleiman antwoordde dat hij dacht over hoe hij de mannen die zijn belastingen niet betaalden, zou straffen. De wijze man antwoordde dat God vertoornd was omdat Suleiman slechte gedachten had over de heilige stad. Om boete te doen bouwde Suleiman de Leeuwenpoort om Jeruzalem te beschermen tegen indringers.